# Dendrochirus

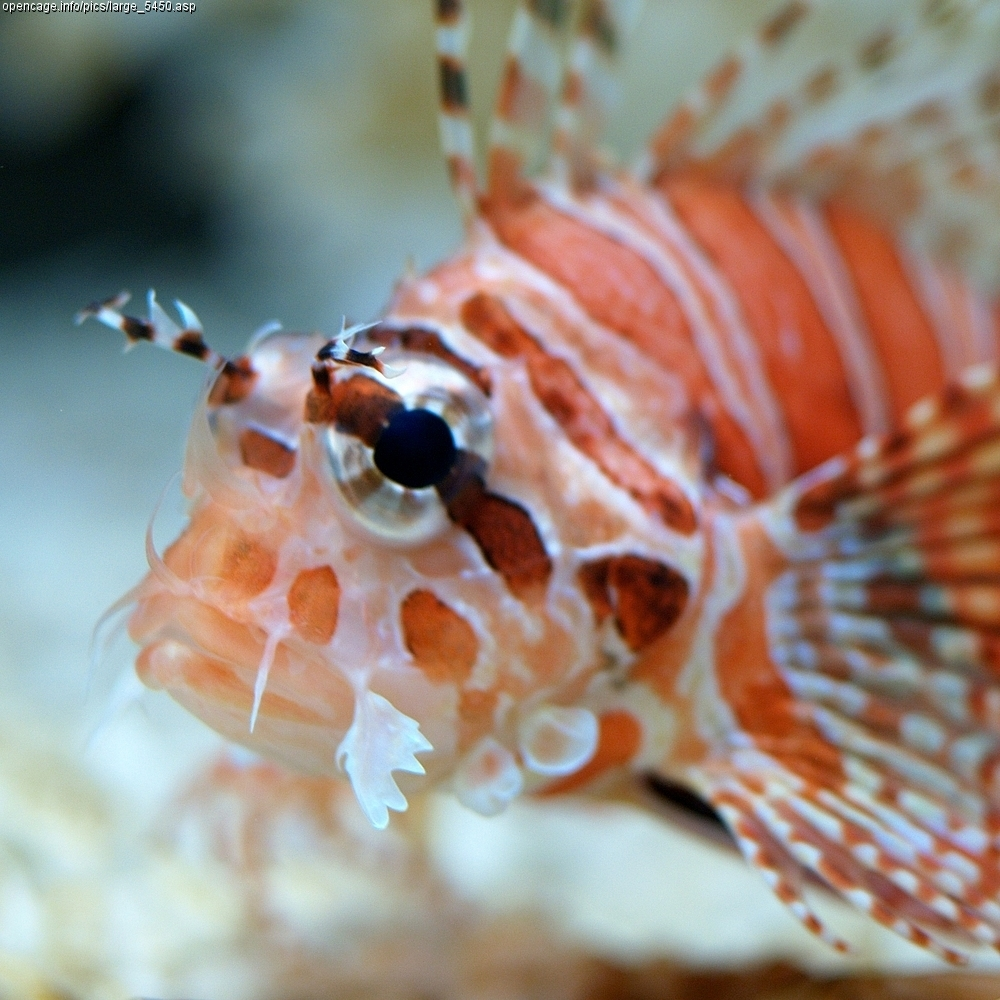
Dendrochirus zebra

Dendrochirus és un gènere de peixos pertanyent a la família dels escorpènids.

## Taxonomia
- Dendrochirus barberi (Steindachner, 1900)[2]
- Dendrochirus bellus (Jordan & Hubbs, 1925)[3]
- Dendrochirus biocellatus (Fowler, 1938)[4]
- Dendrochirus brachypterus (Cuvier, 1829)[5]
- Dendrochirus zebra (Cuvier, 1829)[5][6][7][8][9][10]

## Observacions
Són populars com a peixos d'aquari.